# Keith Andrews (Kunsthistoriker)
Keith Andrews (* 11. Oktober 1920 in Hamburg; † 4. April 1989 in Edinburgh, Schottland), geboren als Kurt H. Aufrichtig, war ein britischer Kunsthistoriker deutscher Herkunft.

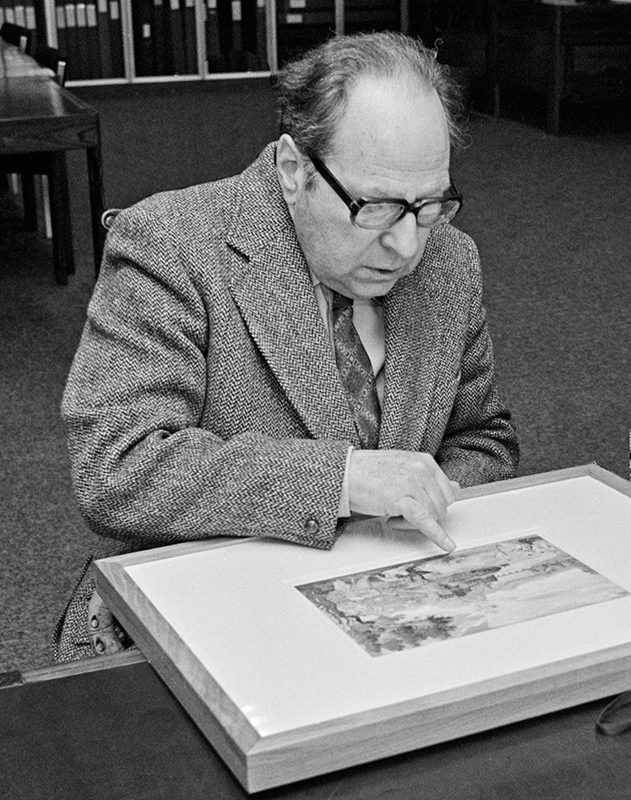
Keith Andrews

## Leben
Andrews Vater war der in Breslau geborene Max Aufrichtig (1879–1950) und seine Mutter die Opernsängerin Sabine Kalter (1889–1957). Er emigrierte 1934 mit seinen Eltern vor den Verfolgungen der Nationalsozialisten nach England.
Von England aus schickten die Eltern Andrews in die Niederlande, wo er die Quäkerschule Eerde besuchte. Im Alter von 17 Jahren erkrankte er an Kinderlähmung. Das erlaubte es ihm nicht mehr eine Universität zu besuchen und machte ihn für den Rest seines Lebens von Gehhilfen abhängig. Andrews nahm eine Beschäftigung im Antiquariat der Gebrüder Seligman in London an und besuchte Abendvorlesungen am Courtauld Institute of Art, wo er im Jahr 1953 das Diplom erhielt.

## Beruf
Andrews begann seine Berufstätigkeit 1955 als Kurator der Liverpool City Libraries. Ab 1958 arbeitete er als Konservator und Hauptkonservator an der National Gallery of Scotland in Edinburgh und war Leiter der dortigen Graphischen Sammlung. Hier bearbeitete er vor allem den Bestand der niederländischen, deutschen und italienischen Zeichnungen. Darüber hinaus leistete er bedeutende Beiträge zur Erforschung der Geschichte der europäischen Malerei und Zeichnung. Hier sind insbesondere seine grundlegenden Veröffentlichungen über den in Rom tätigen Frankfurter Maler Adam Elsheimer (1578–1610) zu nennen, sowie über die als Nazarener bezeichneten, in Rom tätigen deutschen Maler des 19. Jahrhunderts.
1989 wurde er zum Fellow der Royal Society of Edinburgh gewählt.

## Veröffentlichungen (Auswahl)
- The Nazarenes. A Brotherhood of German Painters in Rome, London 1964.
- The Elsheimers inventory and other documents. In: The Burlington Magazine, 114, 1972, S. 595–600.
- A Pseudo-Elsheimer-group: Adriaen van Stalbemt as figure painter. In: The Burlington Magazine, 115, 1973, S. 301–306.
- Elsheimer and Dürer: an attempt towards a clarification of Elsheimer’s early work. In: Münchner Jahrbuch der bildenden Kunst, 24, 1973, S. 159–174.
- Adam Elsheimer. Paintings-Drawings-Prints, Oxford 1977. Revidierte deutsche Ausgabe: Adam Elsheimer. Werkverzeichnis der Gemälde, Zeichnungen und Radierungen. München 1985.